# Procopio Di Maggio
Procopio Di Maggio, detto U Cartoccio (Cinisi, 6 gennaio 1916 – Cinisi, 2 giugno 2016), è stato un mafioso italiano, membro della Cosa Nostra e capomandamento di Cinisi.
Nel 1981, dopo l'espulsione di Gaetano Badalamenti, Di Maggio divenne capo del mandamento di Cinisi.
Di Maggio è sopravvissuto a due attentati, nel 1983 e nel 1986.